# Торжоцький район
Торжоцький район (рос. Торжокский район) — адміністративно-територіальна одиниця (район) та муніципальне утворення (муніципальний район) у центральній частині Тверської області Росії.
Адміністративний центр — місто Торжок.

## Історія
Утворений 12 липня 1929 як Новоторзький район у складі Тверського округу Московської області з частини території Новоторзького повіту Тверської губернії.

## Населення
| 1939    | 1959    | 1970    | 1979    | 1989    | 2002    | 2006    |
| ------- | ------- | ------- | ------- | ------- | ------- | ------- |
| 44 389  | ↘32 615 | ↗38 851 | ↘31 032 | ↘27 376 | ↘23 856 | ↘23 200 |
| 2009    | 2010    | 2011    | 2012    | 2013    | 2014    | 2015    |
| ↘23 126 | ↘22 534 | ↘22 421 | ↗22 897 | ↗23 071 | ↗23 167 | ↘22 721 |
| 2016    | 2017    | 2018    | 2019    | 2020    | 2021    |         |
| ↘22 358 | ↘22 087 | ↘21 907 | ↘21 572 | ↘20 892 | ↘20 340 |         |